# Стил, Эдино
Эдино Стил — ямайский легкоатлет, который специализируется в беге на 400 метров. Бронзовый призёр чемпионата Центральной Америки и стран Карибского бассейна среди юниоров 2006 года. Занял 5-е место на чемпионате мира среди юниоров 2006 года. Серебряный призёр чемпионата мира в помещении 2008 года в эстафете 4×400 метров. Выступал на чемпионате мира в помещении 2010 года, однако не смог пробиться в финал.

## Личные рекорды
| Вид        | Результат | Ветер | Место              | Дата            |
| ---------- | --------- | ----- | ------------------ | --------------- |
| 60 метров  | 6,80      |       | Принсесс-Энн (USA) | 6 января 2007   |
| 100 метров | 10,39     | -0.3  | Табор(CZE)         | 21 августа 2012 |
| 200 метров | 20,56     | +1.7  | Любляна (SLO)      | 13 июля 2013    |
| 400 метров | 45,38     |       | Кингстон (JAM)     | 1 июля 2012     |